# Euro Freighter VG3800-HC
Der Euro Freighter VG3800-HC des niederländischen Schiffbauunternehmens Shipkits ist eine in sechs Einheiten für die niederländische Reederei Abis Shipping gebaute Serie eines Mehrzweckschiffstyps.

## Einzelheiten
Der Schiffstyp wurde vom Schiffbaubüro Vuyk Engineering Groningen konzipiert und von der Shipkits-Werft in Groningen umgesetzt. Die Kaskos für vier Einheiten lieferte die Werft Partner-Shipyard in Stettin zu. Zwei weitere Einheiten des Typs wurden auf der chinesischen Werft Hangzhou Dongfeng Shipbuilding gebaut.
Die Schiffe sind als Mehrzweck-Trockenfrachtschiffe mit vorne angeordnetem Deckshaus und einem langen, mittleren Laderaum ausgelegt. In der Hauptsache werden sie im Transport von Massengütern, Massenstückgütern, kleineren Projektladungen oder Containern eingesetzt. Durch die verstärkte Tankdecke, welche mit bis zu 15 t/m² belastet werden kann, ist es auch möglich, Schwergut zu laden. Die Containerkapazität beträgt 214 TEU, von denen 108 im Raum und 106 an Deck gestaut werden können. Das Schiff kann auch 96 40-Fuß-Container oder 48 45-Fuß-Container laden. Der 5050 m³ fassende Laderaum der Schiffe wird mit Stapellukendeckeln (Piggy-Back) verschlossen, die von einem verfahrbaren Lukenwagen bedient werden.
Der Antrieb der Schiffe besteht aus einem Achtzylinder-Viertakt-Dieselmotor des Typs MaK 8M20 mit einer Leistungen von 1250 kW. Der Motor ermöglicht eine Geschwindigkeit von etwa 12 Knoten. Weiterhin stehen zwei Hilfsdiesel zur Verfügung. Die An- und Ablegemanöver werden durch ein Bugstrahlruder unterstützt.

## Die Schiffe
| Euro Freighter VG3800-HC | Euro Freighter VG3800-HC | Euro Freighter VG3800-HC | Euro Freighter VG3800-HC | Euro Freighter VG3800-HC                                                               |
| Bauname                  | Bau- nummer              | IMO-Nummer               | Ablieferung              | Umbenennungen und Verbleib                                                             |
| ------------------------ | ------------------------ | ------------------------ | ------------------------ | -------------------------------------------------------------------------------------- |
| Abis Belfast             | 103                      | 9544891                  | 2010                     | 2017: Peak Belfast                                                                     |
| Abis Bergen              | 104                      | 9544932                  | 2010                     | 2017: Peak Bergen                                                                      |
| Abis Bremen              | 108                      | 9612533                  | 2011                     | 2017: Peak Bremen                                                                      |
| Abis Breskens            | 109                      | 9612545                  | 2011                     | 2017: Peak Breskens, 2021: Umbau zum Versorger für Offshore-Fischfarmen, Orion Olympus |
| Abis Bilbao              | HDFS 024                 | 9545027                  | 2011                     | 2017: Peak Bilbao                                                                      |
| Abis Bordeaux            | HDFS 025                 | 9545039                  | 2011                     | 2017: Peak Bordeaux                                                                    |
| Daten: Equasis           |                          |                          |                          |                                                                                        |